# Třída Laksamana
Třída Laksamana je třída korvet malajsijského královského námořnictva. Celkem bylo do služby uvedeno čtyři jednotky této třídy.

## Stavba
Třída je odvozena od raketových člunů modelu Fincantieri Tipo 550. Podle tohoto konceptu byly postavena ekvádorská třída Esmeraldas a libyjská třída Assad, přičemž Irák objednal několik dalších člunů pro své potřeby. Po napadení Kuvajtu však byly na Irák uvaleny sankce, což zabránilo dodání plavidel. V roce 1995 čtyři plavidla zakoupila Malajsie. Korvety poté byly upraveny dle malajsijských požadavků.
Jednotky třídy Laksamana:
| Jméno                                                          | Zahájení stavby | Spuštěna          | Vstup do služby   | Status                  |
| -------------------------------------------------------------- | --------------- | ----------------- | ----------------- | ----------------------- |
| Laksamana Hang Nadim (F134, ex Khalid Ibn Al Walid, F216)      | 3. června 1982  | 5. července 1983  | 28. července 1997 | aktivní                 |
| Laksamana Tun Abdul Jamil (F135, ex Saad Ibn Abi Wakkad, F218) | 17. září 1982   | 30. prosince 1983 | 28. července 1997 | vyřazena 5. června 2025 |
| Laksamana Muhammad Amin (F136, ex Abdullah Ibn Abi Serh, F214) | 22. března 1982 | 5. července 1983  | 31. července 1999 | aktivní                 |
| Laksamana Tan Pusmah (F137, ex Salah al-Din Al Ayoobi, F220)   | 17. září 1982   | 30. března 1984   | 31. července 1999 | vyřazena 5. června 2025 |

## Konstrukce

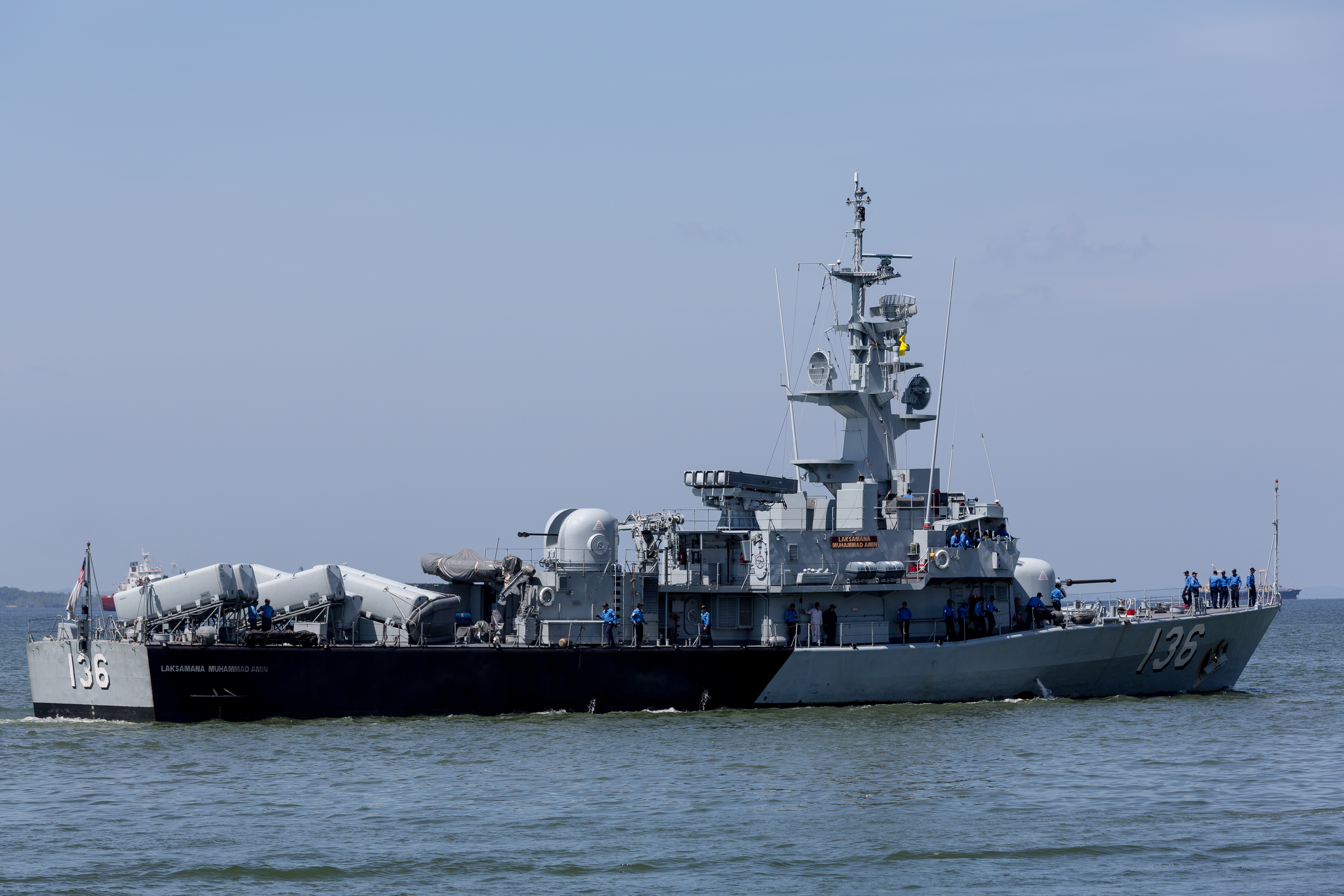
Laksamana Muhammad Amin (F136)

Na přídi se nachází dělová věž s jedním dvouúčelovým 76mm kanónem OTO Melara Compact. Na nástavbě je umístěno čtyřnásobné vypouštěcí zařízení protiletadlových řízených střel MBDA Aspide. Za nástavbou jsou dále umístěny dva trojhlavňové 324mm protiponorkové torpédomety Alenia ILAS-3, užívané pro lehká protiponorková torpéda Whitehead A244S a šest kontejnerů italských protilodních střel MBDA Otomat Mk 2. Na zádi je umístěna věž systému blízké obrany OTO Breda DARDO se 40mm kanóny.
Pohonný systém tvoří čtyři diesely MTU 20V 956 TB92, každý o výkonu 4950 hp, pohánějící čtyři lodní šrouby. Nejvyšší rychlost lodí dosahuje 34 uzlů. Dosah je 2300 námořních mil při rychlosti 18 uzlů.